# Гумянов, Алексей Николаевич
Гумянов Алексей Николаевич — главный тренер женских гандбольных команд.

## Биография
Алексей Гумянов является воспитанником краснодарской школы гандбола. Выступал за «Буревестник» (Краснодар), ХТЗ (Харьков), «Буревестник» (Ставрополь), ведомых Сергеем Леонидовичем Мухиным, Александром Ивановичем Овсянниковым и Виктором Георгиевичем Лавровым, став под их руководством чемпионом СССР среди студентов 1983 года в составе «Буревестника» (Краснодар), бронзовым призёром чемпионата СССР среди студентов 1989 года в составе «Буревестника» (Ставрополь).
С 1991 года занят на тренерской работе, тренировал мужские гандбольные клубы «Буревестник» («Виктор»-СКА) Ставрополь, с 1998 по 2005 год возглавлял мужскую команду «Лада» («Лада»-СКА, УОР-«Лада»-ЦСК ВВС) Тольятти (выход в высшую лигу чемпионата России в 1999 году, выход в суперлигу в 2001 году, 8-е место в суперлиге в 2002 году).
В 2005 году принял предложение от клуба женской высшей лиги — тольяттинской «Лады».
Начиная работать в качестве тренера дубля «Лады», привёл её к наивысшим достижениям — победе в чемпионате России 2008 года и выходу в финал Лиги чемпионов сезона 2006/07 года. Под руководством Алексея Гумянова в клубе успешно выступали такие гандболистки, как Екатерина Давыденко, Ольга Черноиваненко, Ирина Близнова, Людмила Постнова, Дарья Груздева, Юлия Климова и Александра Колокольцева. Всего проработал в этом клубе четыре сезона.
С лета 2009 года — главный тренер краснодарской «Кубани». С сезона 2015/2016 — главный тренер звенигородской «Звезды».
В 2009–2010 года работал главным тренером молодежной женской сборной России. В этом качестве он выиграл бронзовые медали чемпионата Европы (2009) и серебряные медали чемпионата мира (2010).
С сентября 2018-го по август 2019 года Гумянов был помощником Евгения Трефилова в женской сборной России. Вместе с командой он завоевал серебро Евро-2018.
В феврале 2020 года назначен главным тренером женской юношеской сборной России.

## Достижения
Игрок
- 1983 год — чемпион СССР среди студентов

Тренер
- 2006 год — Кубок России
- 2006/07 год — финал Лиги чемпионов
- 2007/08 год — победа в чемпионате России
- 2008/09 год — серебряные медали Кубка России и бронза чемпионата России
- 2022/23 год — бронзовые медали чемпионата России
- 2024/25 год — бронзовые медали Кубка России